# 杜米特鲁·珀尔武列斯库
杜米特鲁·珀尔武列斯库（羅馬尼亞語：Dumitru Pârvulescu，1933年6月14日—2007年4月9日），罗马尼亚男子摔跤运动员。他曾代表罗马尼亚参加1952年、1956年、1960年和1964年夏季奥林匹克运动会摔跤比赛，获得一枚金牌和一枚铜牌。